# Katerina Tarassenko
Katerina Mikolaivna Tarassenko (ucraïnès: Катерина Миколаївна Тарасенко; nascuda el 6 d'agost de 1987 a Dnipropetrovsk) és una remera ucraïnesa.

## Biografia
Juntament amb Iana Demèntieva va acabar en 7è lloc en l'especialitat de doble scull als Jocs Olímpics de Pequín 2008. Ambdues van guanyar quatre anys després la medalla d'or en l'especialitat de quatre scull, al costat de les també ucraïneses Natàlia Dovhodko i Anastassia Kojenkova.